# Віллі Конн
Вадим Михайлович Бєлоусов (рос. Вадим Михайлович Белоусов, 17 січня 1941, Ленінград), відоміший під псевдонімом Віллі Конн (рос. Вилли Конн), іноді Віллі Густав Конн (рос. Вилли Густав Конн) — радянський та російський письменник-фантаст, який розпочинав як автор написаної під справжнім імнеем науково-популярної та дитячої літератури, проте став відомим у 80—90-х роках ХХ століття як автор серії авантюрно-фантастичних пригодницьких повістей з елементами еротики і сексу, які видавались під псевдонімом «Віллі Конн».

## Біографія
Вадим Михайлович Бєлоусов народився в 1941 році в Ленінграді. Навчався у рідному місті, працював за спеціальністю у сфері стандартизації. Початково публікувався в спеціалізованому журналі «Стандарты и качество», а в 1971—1973 роках в дитячому журналі «Искорка» опублікував цикл статей для дітей про стандартизацію. У 1974 році всі ці оповідання увійшли до першої науково-популярної книги автора «Цікава стандартизація». Пізніше у 70—80-х роках ХХ століття Бєлоусов опублікував низку науково-популярних книг для підлітків різноманітної тематики. Вадим Бєлоусов захоплювався автогонками, й у 1984 році опублікував книгу нарисів про автоспорт «На іншому боці страху». У 1984 році він також опублікував свою першу художню книгу — пригодницьку повість для підлітків "Операція «Рептилія». До 1989 року письменник недолюблював фантастику, існують свідки, що ніби саме він сказав Борису Стругацькому, що фантастика — це недолітература, яку пишуть
шахраї для ідіотів. Проте в 1989 році Вадим Бєлоусов різко змінив спосіб життя, створивши книговидавницький кооператив «Рондо» на основі дитячого журналу «Искорка», який припинив своє існування. Натомість на його видавничих потужностях розпочали друкуватися фантастичні повісті на газетному папері в м'яких обкладинках великими тиражами, основним мотивом яких стали пригоди іншопланетян та іншопланетних агентів на Землі з елементами еротики, та навіть відвертих сексуальних стосунків. Сам Бєлоусов був автором цих творів, які видавав під псевдонімом «Віллі Конн». Героєм більшості цих творів є приватний детектив Майк Норман, який має чорний пояс з карате, та володіє винятковою привабливістю для жінок. Першою повістю з цього циклу стала «Лілі», видана в 1989 році тиражем у 500 тисяч екземплярів. Наступною повістю стала «Терорист СНІДу», яка є найвідомішою з повістей, написаних автором. Після її написання ім'я автора Віллі Конн стало прозивним, його постійно критикували за надмірну спощеність сюжету та надмірний опис сцен сексу в творах, а також вважали його твори зразком найгіршої літератури. Хоча псевдонім автора давав підстави припустити, що він походить з якоїсь англомовної країни, та й сам Бєлоусов випускав брошурки з вигаданою біографією Віллі Конна, де повідомлялось, що він є відомим письменником, пов'язаним із американською книговидавничою фірмою, лауреатом престижних літературних премій, автогонщиком, каскадером, а також борцем проти іншопланетних шпигунів, проте радянські читачі швидко зрозуміли, що за цим псевдонімом ховається їх співвітчизник. У Віллі Конна з'явився навіть послідовник, який писав під псевдонімом «Віллі Конн-молодший». Щопрада, великі тиражі видань приносили й часткове визнання та відомість як автору. У 1990 році представники хабаровського фензину присудили Віллі Конну премію «Еротиконн», проте цю премію так ніхто й не отримав. Уже в 90-х роках ще під цим же псевдонімом автор видав серію творів про людожерів; у кінці 90-х років також під новим псевдонімом «Гр. Орлов» написав низку творів у стилі фантастики жахів. На 1998 рік анонсувався вихід роману «Той, що зрадив смерті», проте він так і не вийшов. Припускається, що автор до 1998 року випускав твори також і під псевдонімами «Іван Яновський» і «Ян Бєлоусов». Після 1998 року даних за творчу діяльність Вадима Бєлоусова немає.

## Вибрана бібліографія

### Майк Норман
- 1989 — Лили
- 1989 — Террорист СПИДа
- 1990 — Второе пришествие Сатаны
- 1990 — Постель дьявола-искусителя
- 1990 — Похождения космической проститутки
- 1990 — Сексуальный маньяк
- 1991 — Американский Дон-Жуан
- 1991 — Инопланетяне в Нью-Йорке
- 1991 — Любовники из сновидений
- 1991 — Последняя любовь Джека-Потрошителя
- 1991 — Хуанита умеет все
- 1991 — Шкатулка с поцелуями
- 1993 — Герой Бродвея
- 1993 — Эстер — соперница Марианны
- 1993 — Юбка Анжелики
- 1994 — Король газовых балончиков

### Людожери (Нові червоні)
- 1996 — Людоеды в Петербурге: Новые красные против новых русских
- 1997 — Людоеды в Нью-Йорке
- 1998 — Людоеды в Париже: Новые красные против новых русских

### Бал обезъян
- 1998 — Бал обезъян
- 1998 — Все для идола

### Інші твори
- 1974 — Занимательная стандартизация
- 1977 — Испытано временем
- 1979 — Кто главнее?
- 1980 — Кто зажигает «Радугу»?
- 1980 — Стандартизация в приборостроении
- 1984 — По ту сторону страха
- 1984 — Операция «Рептилия»